# اولسن خلافکار قرمز می‌بیند
اولسن خلافکار قرمز می‌بیند (به دانمارکی: Olsen-banden ser rødt) فیلمی در ژانر سرقت و کمدی است که در سال ۱۹۷۶ منتشر شد. از بازیگران آن می‌توان به بنت میدینگ و اوله ارنست اشاره کرد.